# Romulus et Rémus (Rubens)
Pour les articles homonymes, voir Romulus et Rémus (homonymie).
Romulus et Rémus est une peinture à l'huile sur toile du peintre flamand Pierre Paul Rubens, réalisée vers 1615. Elle est conservée à la  Pinacothèque capitoline à Rome en Italie.

## Histoire
Cette toile a été peinte à Anvers, où l'artiste s'était fixé après son retour d'Italie. Rubens fut en effet l'un des premiers artistes étrangers de ce siècle à connaitre une longue et féconde expérience italienne, de 1600 à 1608.

## Iconographie
La scène représente le berger Faustulus découvrant les jumeaux Romulus et Rémus nourris par une louve et un pic-vert – animaux consacrés au dieu Mars, père des deux nourrissons. La scène se passe à l'ombre du ficus Ruminalis, sur les bords du Tibre, qui est figuré sous les traits d'un vieillard accoudé à une grande jarre d'où s'écoule les eaux du fleuve. Il est accompagné d'une naïade ou bien suivant une autre interprétation, de Rhéa Silvia, mère des jumeaux.
Le groupe central du tableau dérive d'une sculpture antique représentant la louve et les jumeaux à côté du fleuve Tibre, que l'artiste avait pu voir et dessiner au Vatican.
On peut percevoir des pics-verts qui représentent l’oiseau du dieu Mars (dieu de la guerre et père des jumeaux).